# Tiger (guitare)
Pour les articles homonymes, voir Tiger.
Tiger est un modèle de guitare électrique créée par le luthier Doug Irwin pour Jerry Garcia, guitariste du Grateful Dead.
Après la livraison de Rosebud et sa prise en main au mois de décembre 1989, Jerry Garcia a relégué sa Tiger comme seconde guitare, mais a joué sur cette guitare, lors du dernier concert du Grateful Dead, le 9 juillet 1995.